# Dama con sombrero y boa de plumas
La dama con sombrero y boa de plumas (en alemán, Dame mit Hut und Federboa) es un cuadro del pintor austríaco Gustav Klimt, pintado en 1909, óleo sobre cartón, de 69 x 55 centímetros de tamaño. Muestra a una mujer vestida a la moda en un ambiente parisino, en un estilo impresionista que es bastante único en la obra de Klimt. La pintura está ahora en una colección privada.

## Contexto
En el otoño de 1909, Klimt, junto con su amigo Carl Moll, realizó un viaje de estudios a Praga, París y Madrid. El viaje marca el final de su período decorativista "dorado". En la capital española estudia la obra de Velázquez y Goya, en París visita el Museo Guimet, admira la Olympia de Manet y se centra en el arte moderno, que todavía estaba entonces dominado por impresionistas y postimpresionistas. De vuelta en Viena, dice que el arte francés moderno realmente no le atrae y que en París vio "muchas obras horribles". Sin embargo, la primera obra que pintó después de su regreso, la Dama con sombrero y boa de plumas, es una pintura totalmente acorde con la tradición francesa del momento. Temáticamente se relaciona con la obra de Henri de Toulouse-Lautrec, en términos de atmósfera podría ubicarse en París, un bulevar de noche. Sin embargo, este cambio de estilo sería de corta duración. De hecho, esta obra es única en su carrera. Poco después de su finalización, volvió a interesarse por la ornamentación, a partir de 1912 principalmente con influencias orientales.

## Imagen
Dama con sombrero y boa de plumas representa a una joven que solo fue identificada en 2007 como Hilde Roth, una modelo pelirroja de Budapest, una de las muchas modelos que continuamente poblaron el estudio de Klimt. Ocupa todo el primer plano de la composición y la domina con una sugerente proximidad. Vistosa y vestida a la moda, su identidad está casi completamente oculta detrás de la boa de plumas negra y un gran sombrero morado. Solo se ve una parte de su rostro elegantemente maquillado y su cabello cobrizo. Su cuerpo y cabeza se muestran de frente, pero sus ojos entrecerrados se vuelven distraídos hacia la derecha. Esta mirada rápida y de reojo puede verse como un intento del pintor de capturar la espontaneidad del momento, una característica típicamente impresionista. Sin embargo, esta mirada también tiene algo de la de las "mujeres fatales" que Klimt describió anteriormente, aunque esta modelo parece estar más cerca del espectador que las mujeres distantes que pintó antes. Parece más real, y por eso más desconcertante también.
La influencia de los impresionistas franceses es evidente en la obra no solo por el tema, sino también por el efecto de la luz y las pinceladas rápidas y sueltas. Klimt crea un contraste dinámico entre la superficie arriba con detalles rojizos y el cabello naranja y las áreas oscuras abajo. La masa de cabello recogido abultado, la boa negra y el voluminoso sombrero de moda dan estructura al retrato.
Como siempre, Klimt prestó mucha atención a los accesorios y la ropa, que a menudo consideraba típicos del carácter de una persona. Prestó mucha atención a la moda y, a través de su pareja Emilie Flöge, diseñadora de moda y propietaria de una tienda de alta costura vienesa, siempre estuvo bien informado sobre las últimas tendencias.

## Historia
La dama con sombrero y boa de plumas fue comprada por el rico empresario judío y coleccionista de arte Georg Lasus (1851-1933) de Viena poco después de su finalización. A finales de la década de 1930, la persecución de los judíos provocó que la familia Lasus tuviera dificultades económicas y se viera obligada a vender una gran cantidad de sus cuadros. La dama con sombrero y boa de plumas fue vendida a la Galerie St. Lucas a un precio elevado y posteriormente adquirida por la Galería Belvedere de Viena, donde permanecería expuesta hasta 2001. En ese año fue cedida por el gobierno austriaco a los herederos de Lasus, tras lo cual fue vendida por más de 20 millones de euros a un coleccionista privado.